# Muralto
Muralto är en ort och kommun i distriktet Locarno i kantonen Ticino, Schweiz. Kommunen har 2 587 invånare (2023).
Muralto ligger vid Lago Maggiore och är sammanvuxet med Locarno och Minusio. I Muralto ligger järnvägsstationen Locarno med linjer till Bellinzona och Domodossola.